# Мерлин, Сидней
Сидне́й Луи́с Уо́лтер Ме́рлин (англ. Sidney Louis Walter Merlin, греч. Σίδνεϋ Μέρλιν; 26 апреля 1856, Пирей — 1952, Афины) — британский и греческий биолог (ботаник), стрелок, участник двух летних Олимпийских игр, а также чемпион внеочередных игр 1906 года.

## Биография
Сидней Мерлин родился в 1856 году в греческом городе Пирей, где с 30-х годов жила семья Мерлинов. Его отец — Чарльз Уильям Мерлин являлся британским консулом. Мерлины владели несколькими крупными землями на территории Греции. В частности, у них были имения в Корфу, на Крите и в Аттике.
В 1896 году Мерлин в составе сборной Великобритании принял участие в соревнованиях по стрельбе на первых современных летних Олимпийских играх в Афинах. На Играх Сидней принял участие в четырёх дисциплинах из пяти возможных, а лучшим результатом для британского стрелка стало 10-е место в соревнованиях в стрельбе из армейской винтовки с 200 метров. В 1900 году на летних Олимпийских играх в Париже Мерлин принял участие лишь в одной дисциплине. В соревнованиях в трапе Сидней набрал 12 очков и занял 7-е место. В 1906 году Мерлин выступил на внеочередных летних Олимпийских играх в Афинах. Всего стрельба на Играх была представлена в 12-и дисциплинах и Мерлин принял участие в 11-и из них. На играх британец смог завоевать две медали — золото в трапе с двойным выстрелом и бронзу в трапе с одиночным выстрелом, но поскольку эти игры не были признаны МОК в качестве официальных, то и Мерлин не был удостоен звания олимпийского чемпиона.
Во время Второй мировой войны Сидней Мерлин с женой Екатериной переехали в особняк на Крите, который на время боевых действий являлся резиденцией короля Георга II. Во время немецкого вторжения на территорию Греции Сидней и Екатерина на британском эсминце были доставлены в Александрию.
В Греции Мерлин также известен, как биолог. Приблизительно в 1925 году он на острове Корфу начал выращивать сорт апельсинов Washington Navel, который сегодня известен в Греции, как Merlin. Также Сидней стал первым, кто активно стал выращивать деревья кумкват. В настоящее время на Корфу одним из традиционных блюд являются сладости, сделанные из плодов кумквата.

## Личная жизнь
Сидней некоторое время был женат на Заире Теотокис, дочери известного греческого политика, премьер-министра Георгиоса Теотокиса. После развода женился на российской эмигрантке Екатерине, которая происходила из аристократической семьи и была вынуждена покинуть Российскую империю перед революцией 1917 года. В этом браке у Сиднея родился сын Эдвин, принимавший участие в составе королевской армии во Второй мировой войне.